# Tableau à surprises

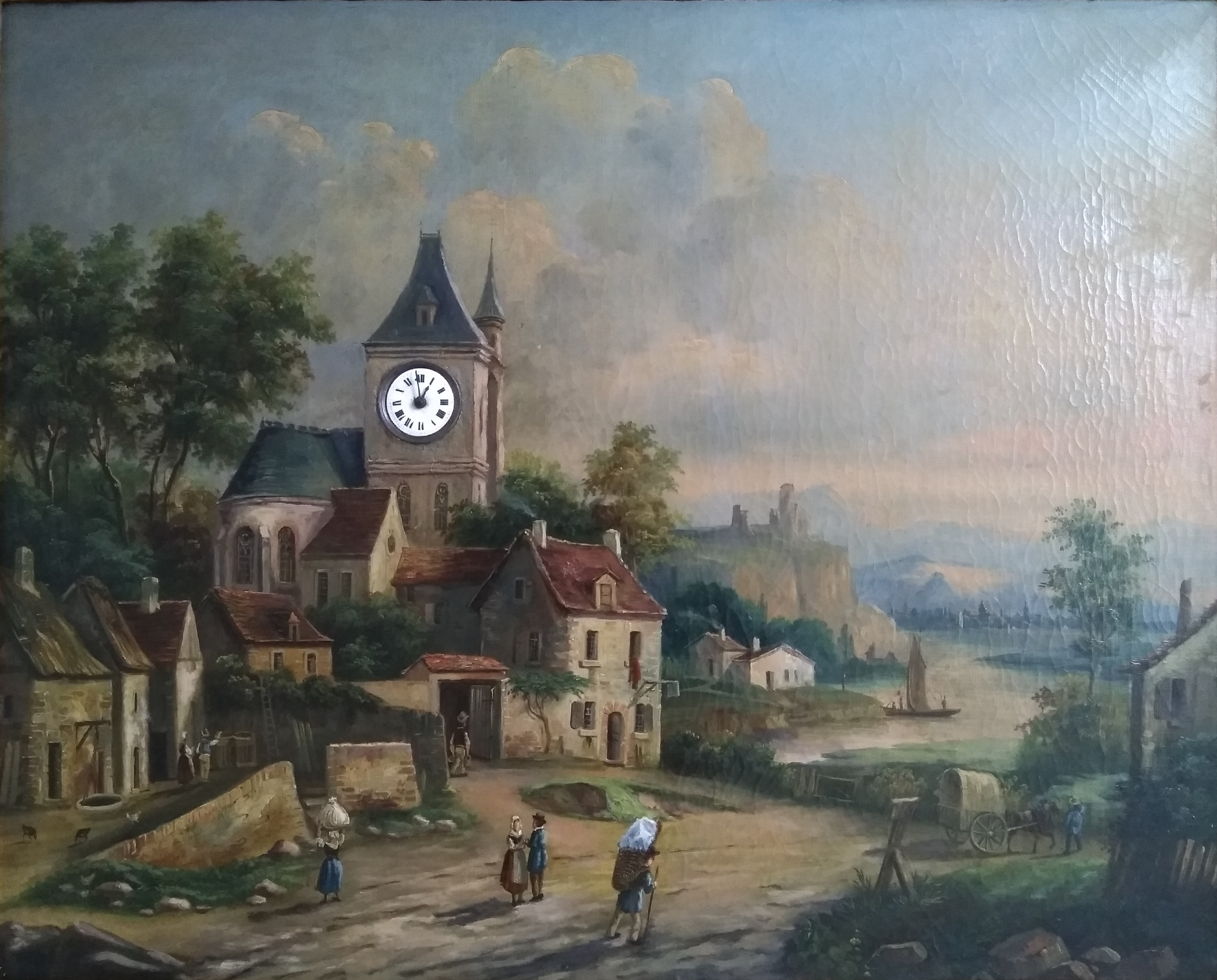
Anonyme, La rue du village, avant 1851, Gray, musée Baron-Martin.

Un tableau à surprises est une peinture représentant une scène qui intègre, ordinairement en arrière-plan, le cadran d'une véritable horloge. Pour cette raison, ce type d'objet est également appelé tableau-horloge.

## Histoire
Les premières tentatives de tableaux à mécanismes semblent remonter au XVe siècle avec un tableau figurant dans l'inventaire d'Anne de Bretagne décrit comme un « Hercule paint les sourcilz et les yeux branlans ». Le XVIIIe siècle produit quelques tableaux à surprises dans un contexte d'engouement pour les automates mécaniques. Mais le vrai succès de ces objets intervient au XIXe siècle qui est à la fois un âge d'or pour les instruments de musique mécaniques et une opportunité pour les horlogers suisses d'augmenter leurs ventes,. 
Ce type d'objet se diffuse essentiellement en Suisse, à Vienne et en Allemagne, plus particulièrement en Forêt-Noire.

## Caractéristiques

### Sujet représenté
Le sujet représenté est souvent le même, un clocher ou plus rarement la tour d'un château, qui comporte un vrai cadran d'horloge. Il prend place au sein d'une scène de village, avec des personnages l'animant, et généralement un cours d'eau qui passe,. Les tableaux à surprises français et suisses ont tendance à présenter des scènes bucoliques tandis que les allemands et autrichiens développent davantage les sujets historiques ou tirés de l'actualité. 

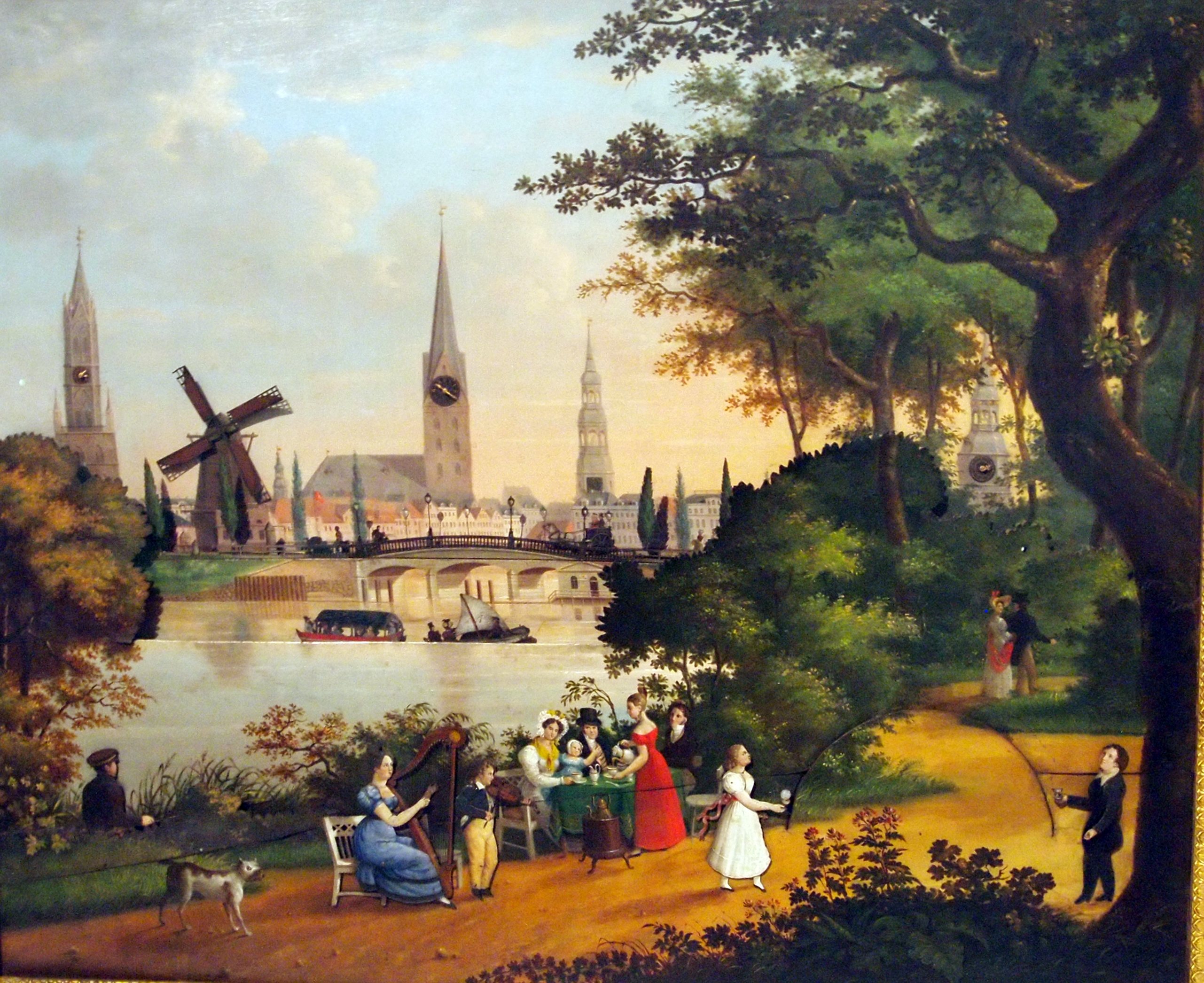
Anonyme, Dégustation de thé sur l'Alster avec une vue sur le Lombardsbrücke surplombant la ville, c. 1830, Hambourg, Hamburgmuseum.
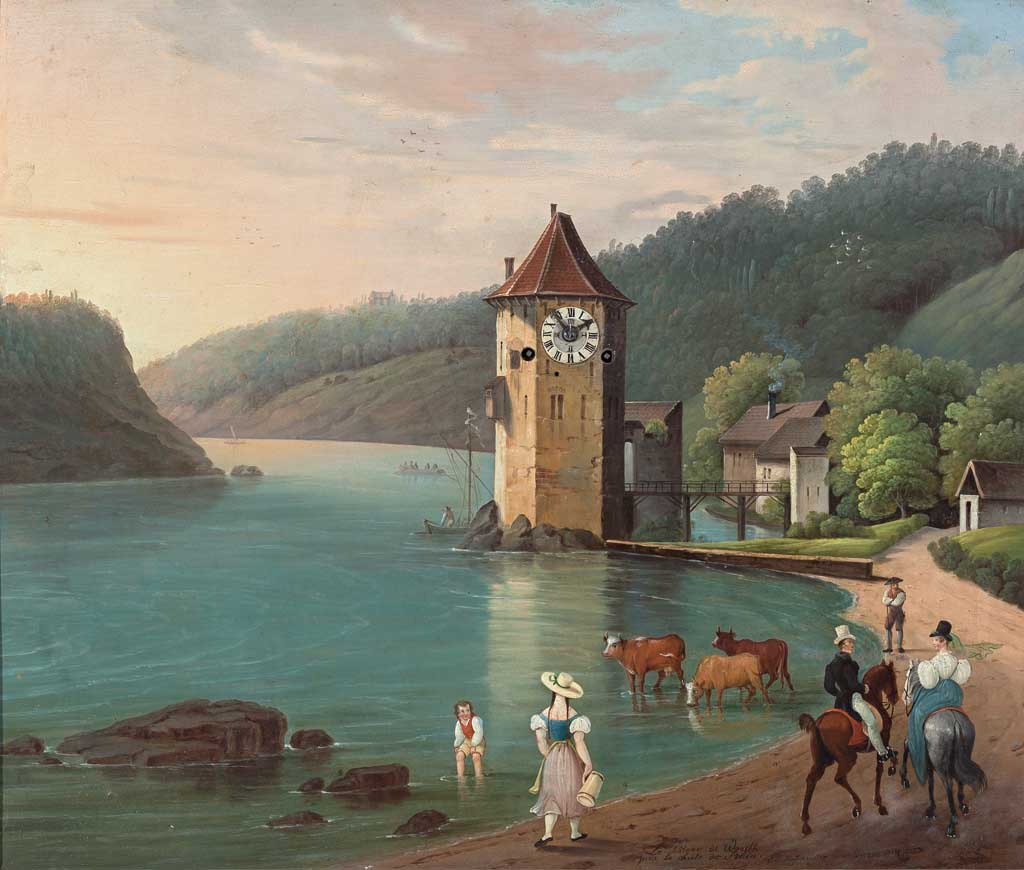
Carl Ludwig Hofmeister, Le château de Woerth près la chute de Rhin, 1834.
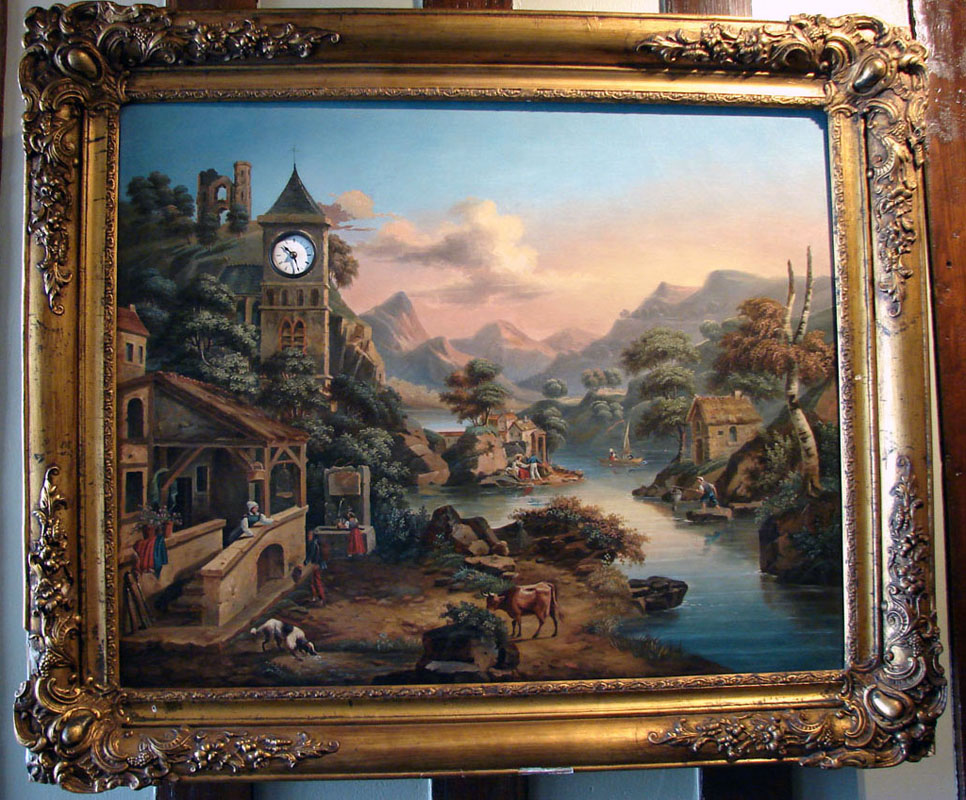
Anonyme, Tableau à surprise, mécanisme signé Vincenti (actif en Franche-Comté), Saint-Nicolas-d'Aliermont, Musée de l'horlogerie.
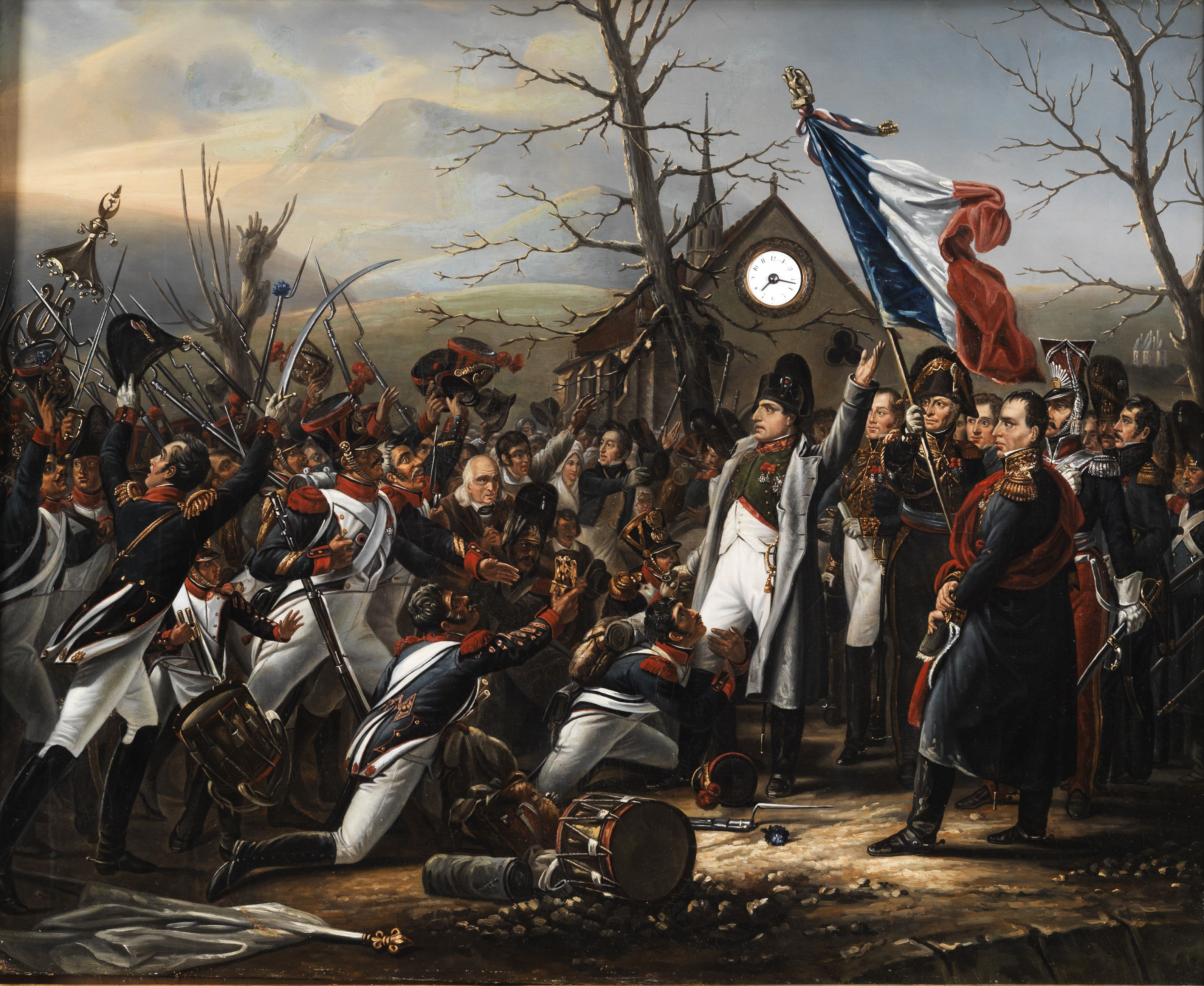
Inconnu, Napoléon après une bataille.
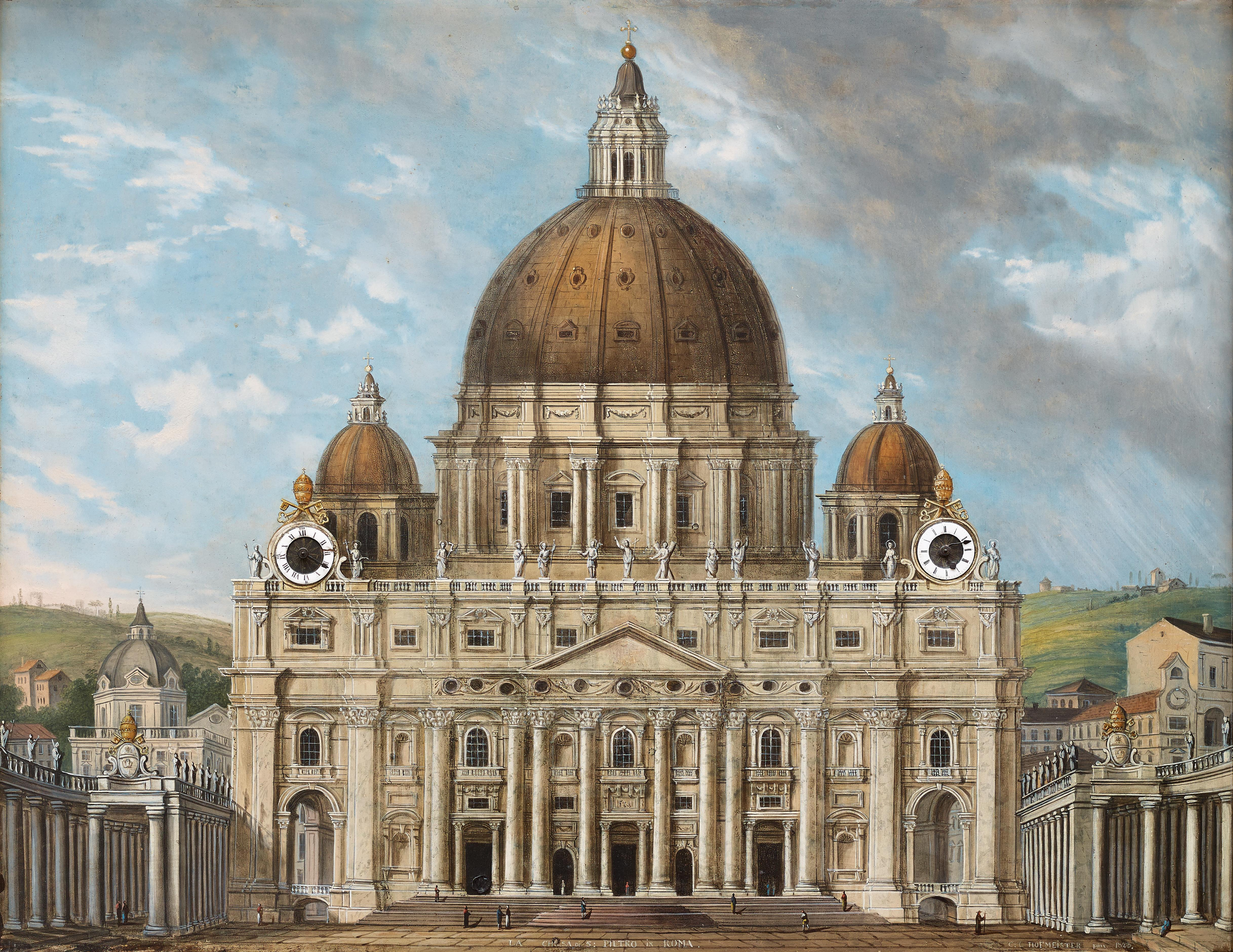
Carl Ludwig Hofmeister (de), La Basilique Saint-Pierre, 1823.
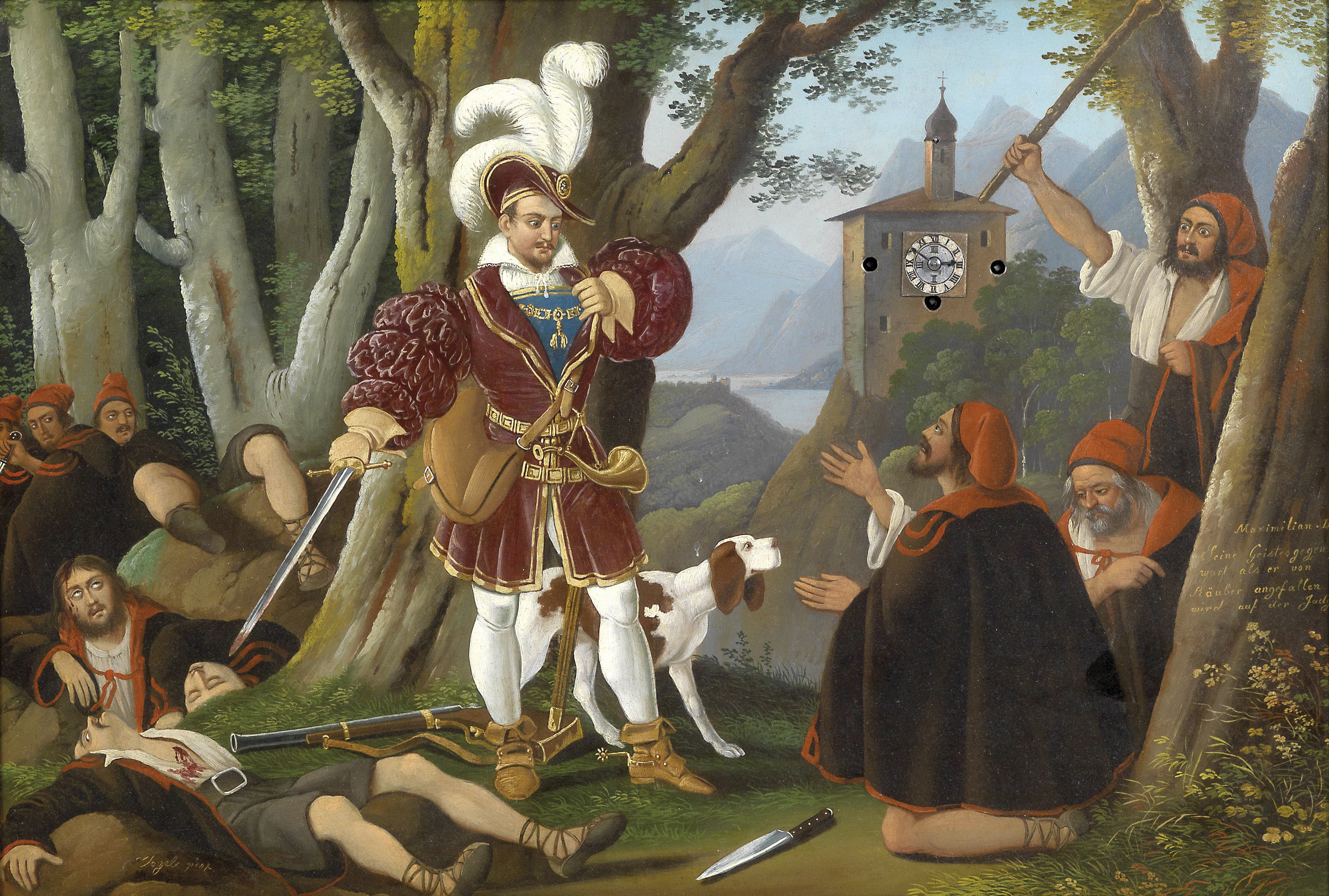
Anonyme, L'empereur Maximilien Ier avec les voleurs, c. 1840.
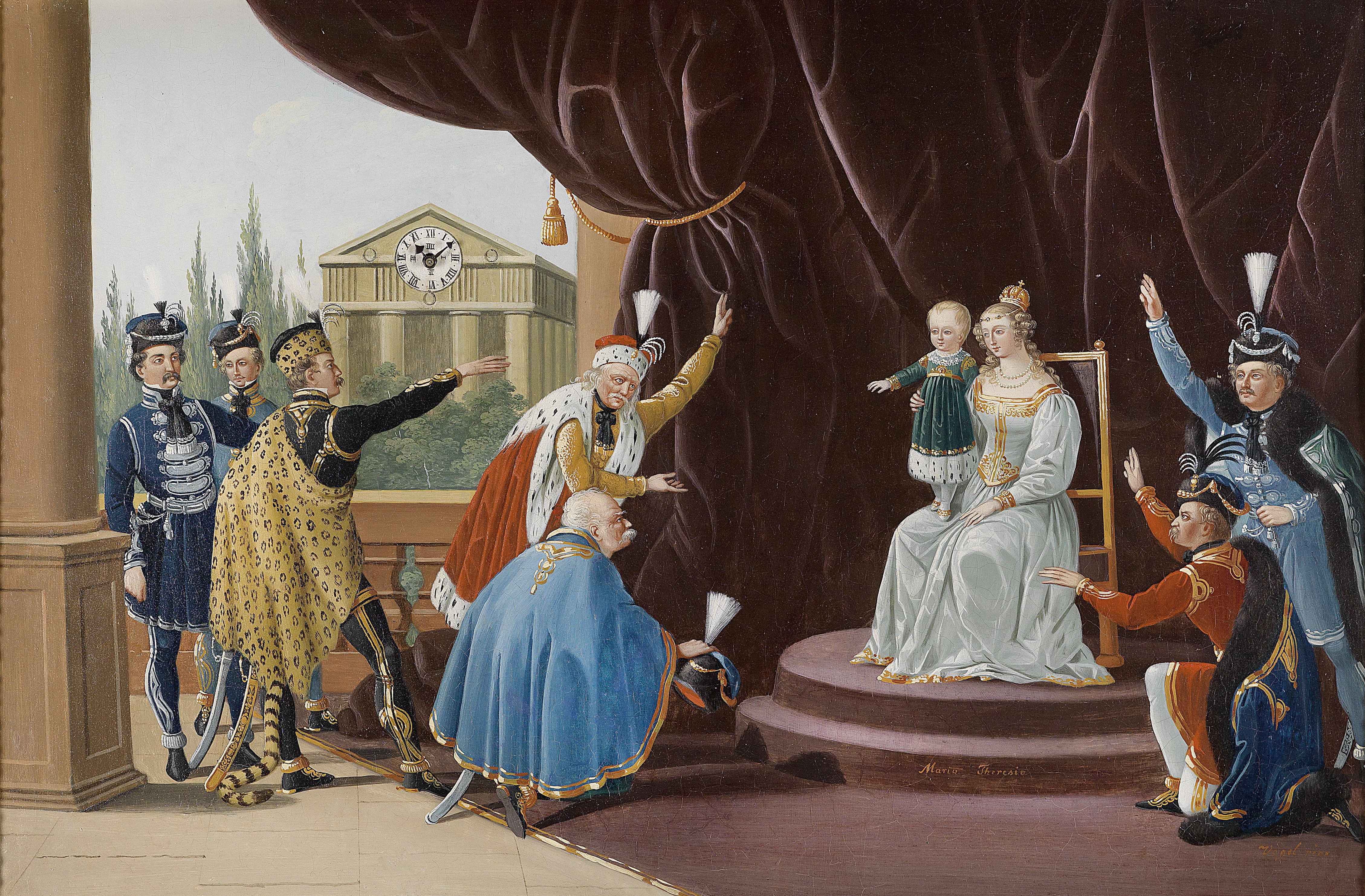
Georg Vogel, L'héritier du trône, Représentation de l'héritier du trône Joseph, plus tard Joseph II, présenté aux domaines hongrois de l'impératrice Marie-Thérèse à Pressburg.
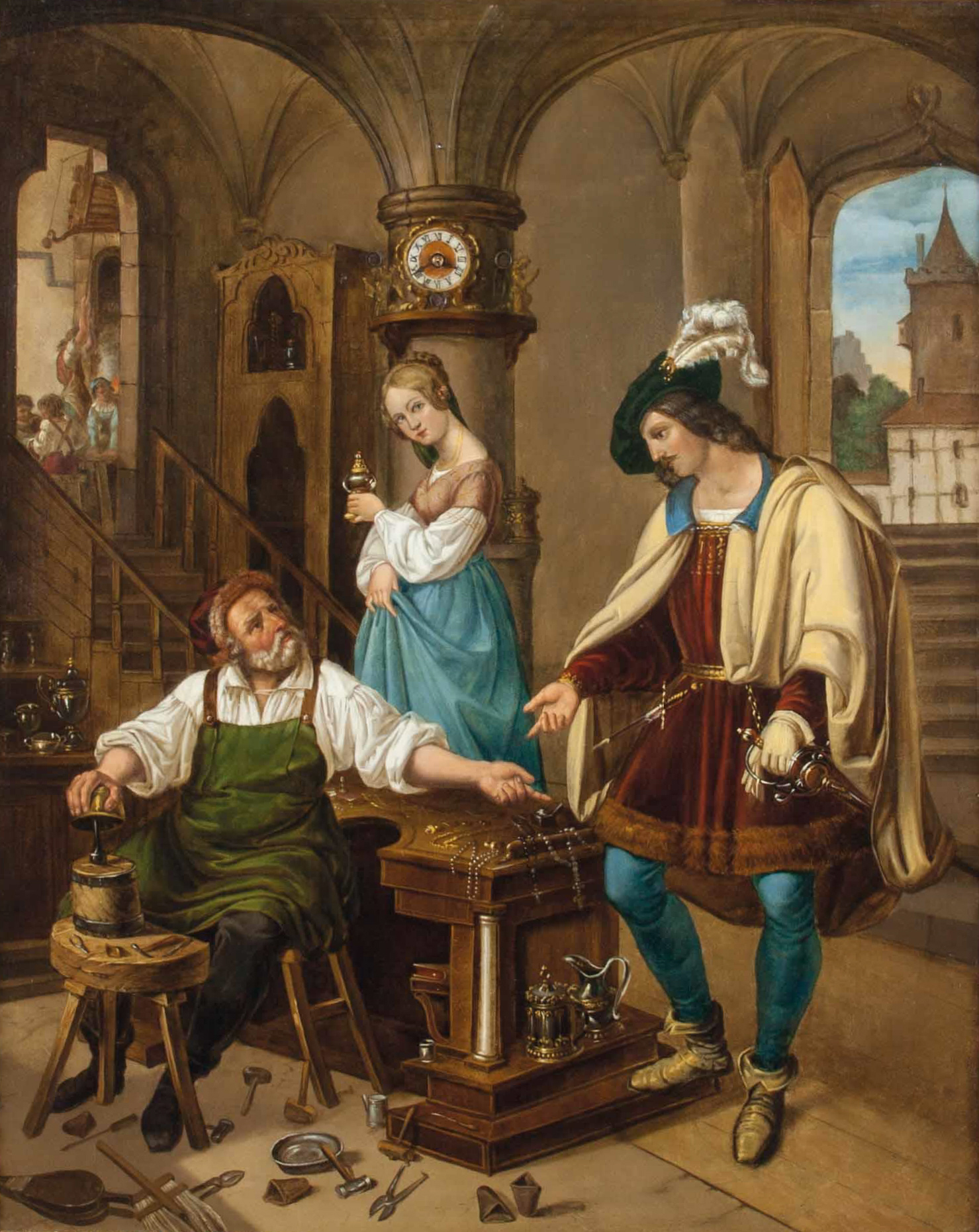
Anonyme, Bijoutier travaillant dans son atelier.

### Mécanisme

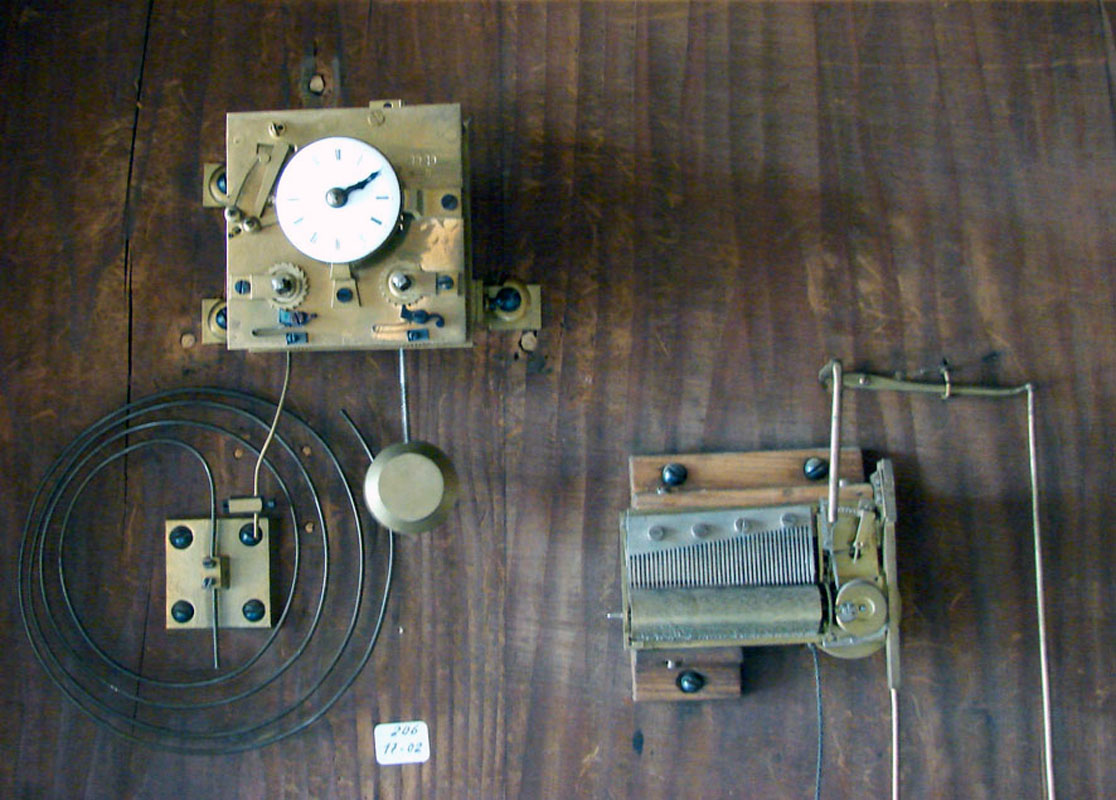
Intérieur du tableau à surprises du musée de l'horlogerie de Saint-Nicolas d'Aliermont.

Les mécanismes peuvent être assez complexes et sonner l'angélus ou proposer jusqu'à huit airs différents au sein du même tableau à surprises.

## Utilité

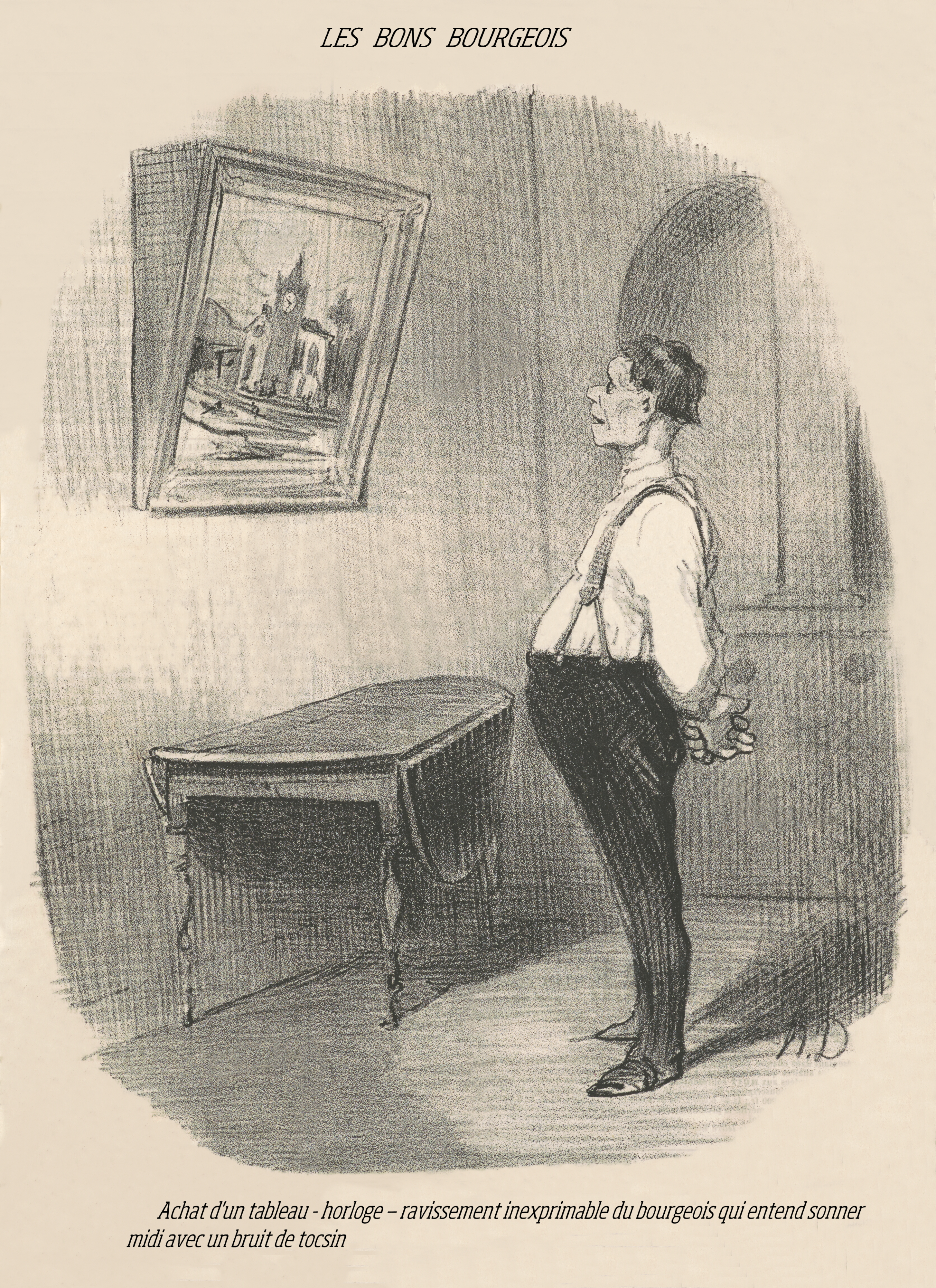
Honoré Daumier, Achat d'un tableau horloge, 1847.

Ces objets diffusés massivement au XIXe siècle sont des objets de curiosité et c'est pourquoi de nombreux collectionneurs en intègrent dans leurs cabinets de curiosités. Ce caractère anecdotique se retrouve dans les caricatures de l'époque comme celle d'Honoré Daumier. Daumier écrit en guise de légende à son dessin : « Achat d'un tableau-horloge, ravissement inexprimable du bourgeois qui entend sonner midi avec le bruit du tocsin ». Pourtant ce type d'objet a pour intérêt de faire venir la musique dans les foyers de ceux qui ne savent pas en jouer, c'est d'ailleurs l'apparition du phonographe qui sonne le glas de ces tableaux-horloges,.